# Циссе фон дем Рутенберг
Циссе фон дем Рутенберг (нем. Cisse von dem Rutenberg; (? — ноябрь 1433) — магистр Ливонского ордена с 1424 года и по 1433 год.

## Биография
В 1413—1420 годах Циссе фон дем Рутенберг занимал должность комтура Митавы в Курляндии. В 1420 году был назначен комтуром Мариенбурга. В 1423 году Циссе фон дем Рутенберг стал комтуром Ревеля (Таллина). В 1424 году после смерти ливонского магистра Зигфрида Ландера фон Шпонхейма (1415—1424) таллинский комтур Циссе фон дем Рутенберг был избран новым ландмейстером Тевтонского Ордена в Ливонии (1424—1433).
Ливонский магистр Циссе фон дем Рутенберг находился в напряженных отношениях с новым рижским архиепископом Хеннингом Шарпенбергом (1424—1448), который стремился добиться большей самостоятельности от Ливонского Ордена. В 1426 году Хеннинг Шарпенберг организовал в Риге церковный съезд, на котором было принято решение об отправке посольства к папе римскому с жалобами на орденские власти. Но в окрестностях Либавы это посольство было захвачено и ограблено гробинским фогтом Госвином фон Ашенбергом, который поступил так не без разрешения самого ливонского магистра.
В 1426 году псковичи совершили нападение на Дерптское епископство, где разорили много деревень. Циссе фон дем Рутенберг не оказал военной помощи дерптскому епископу. Тогда дерпткий епископ Дитрих Реслер (1413—1441) обратился за помощью к великому князю литовскому Витовту. Литовские отряды вступили в дерптское епископство и помогли изгнать псковичей. В ответ Циссе фон дем Рутенберг стал угрожать дерптскому епископу войной.
В июне 1431 года Тевтонский и Ливонский Ордена заключили военный союз с великим князем литовским Свидригайло Ольгердовичем (1430—1432), направленный против Польского королевства.
В Великом княжестве Литовском началась Гражданская война (1432—1438) — 1 сентября 1432 года Свидригайло был разбит под Ошмянами и лишен великокняжеского престола своим двоюродным братом Сигизмундом Кейстутовичем, которого поддерживала Польша. ВКЛ фактически разделилось на две части. Власть нового великого князя литовского Сигизмунда Кейстутовича признали Вильно, Троки, Ковно, Жемайтия, Гродненская, Брестская и Минская земли. Свидригайло Ольгердович пользовался поддержкой в русскоязычных Полоцкой, Витебской, Смоленской, Северской, Киевской, Волынской и Подольской землях Великого княжества Литовского.
Свидригайло бежал в Полоцк, откуда обратился за помощью к ливонскому магистру. В ноябре 1432 года Циссе фон дем Рутнберг отправил на помощь своему союзнику Свидригайло вспомогательное орденское войско под командованием ашераденского и динабургского комтуров. Свидригайло Ольгердович, собрав большое русское войско и соединившись с ливонскими рыцарями, вторгся в литовские владения, признававшие власть Сигизмунда. 9 декабря 1432 года в битве под Ошмянами Свидригайло потерпел поражение от польско-литовской армии своего соперника Сигизмунда Кейстутовича.
В следующем 1433 году ливонский магистр Циссе фон дем Рутенберг с большим орденским войском вторгся в Литву, где соединился с ратью Свидригайла Ольгердовча. Союзники двенадцать недель жестоко опустошал литовские земли. Осенью того же 1433 года в ливонском войске началась эпидемия, которая погубила много людей. В ноябре 1433 года скончался и сам магистр Циссе фон дем Рутенберг на обратном пути из Литвы в Ливонию.